# Prémios Autores de 2010
A 1ª Edição dos Prémios Autores ocorreu a 8 de fevereiro de 2010, no Centro Cultural de Belém.

## Vencedores e nomeados
NotaOs vencedores estão destacados a negrito.

### Artes visuais
- Melhor trabalho de fotografia
  - Potenciais Interstícios – José Miguel Soares e Alexandre Marques
  - Grande Retrospectiva – Eduardo Gageiro
  - Surrealismo – André Boto
- Melhor exposição de artes plásticas
  - Anos 70 – Atravessar Fronteiras – Fundação Calouste Gulbenkian
  - Casa das Histórias – Paula Rego
  - Imagens das Palavras – João Vieira (a título póstumo)
- Melhor Trabalho Cenográfico
  - Crucificado – Rui Francisco
  - Longa Jornada para a Noite – José Manuel Castanheira
  - Mansarda – André Braga, Carlos Pinheiro, Nuno Guedes e Américo Castanheira

### Cinema
- Melhor atriz
  - Margarida Carvalho em Veneno Cura
  - Catarina Wallenstein em Um Amor de Perdição
  - Ana Moreira em A Corte do Norte

- Melhor ator
  - João Lagarto em 4 Copas
  - Rui Morisson em Os Sorrisos do Destino
  - Fernando Santos em Morrer como um Homem

- Melhor filme
  - Um Amor de Perdição de Mário Barroso
  - Morrer como um Homem de João Pedro Rodrigues
  - Ne Change Rien de Pedro Costa

### Dança
- Melhor coreografia
  - Talk Show – Rui Horta
  - Void – Clara Andermatt
  - Vale – Madalena Victorino

### Literatura
- Melhor livro infantojuvenil
  - O Tubarão na Banheira – David Machado, ilustrado por Paulo Galindro
  - Azul Blue Bleu – Eugénio Roda, ilustrado por Gémeo Luís
  -  O Gato de Uppsala – Cristina Carvalho, ilustrado por Danuta Wojciechowska

- Melhor livro de poesia
  - A Luz Fraterna – António Osório
  - Ofício Cantante (Poesia Completa) – Herberto Helder
  - Últimos Poemas – Nuno Rocha Morais (título póstumo)

- Melhor livro de ficção narrativa
  - Que Cavalos São Aqueles Que Fazem Sombra no Mar - António Lobo Antunes
  - Deixem Passar o Homem Invisível – Rui Cardoso Martins
  - A Ministra – Miguel Real

### Música
- Melhor canção
  - Se Esta Rua Fosse – Álbum Tasca Beat – O sonho português, O’QUESTRADA
  - Margarida – Álbum Kronus, Cristina Branco
  - Tempo para Cantar – Álbum B Fachada, B Fachada

- Melhor trabalho de música erudita
  - Música Portuguesa para um Quarteto – Quarteto Lopes-Graça, obras de Lopes-Graça e António Victorino d’Almeida
  - Música Contemporânea para Piano – Três compositores algarvios – João Luís Rosa, obras de Joaquim Galvão, Cristóvão Silva, Tiago Cutileiro
  - Missa Grande – Coro de Câmara de Lisboa, dirigido por Teresa Gutiérrez, obra de Marcos Portugal

- Melhor disco
  - Space Grace – Dennis González e João Paulo
  - SOLO II – António Pinho Vargas
  - Luminismo – Ricardo Rocha

### Rádio
- Melhor programa de rádio
  - Pessoal e Transmissível – Carlos Vaz Marques
  - Encontros com o Património – Manuel Vilas-Boas
  - Em Nome do Ouvinte – Adelino Gomes

### Teatro
- Melhor espetáculo
  - A Orelha de Deus – encenação de Cristina Carvalhal
  - Ego – encenação de João Pedro Vaz
  - Demo – encenação de Teatro de Praga

- Melhor atriz 
  - Custódia Gallego em O Vulcão e A Casa de Bernarda Alba
  - Tânia Alves em Querida Professora Helena Sergueievna
  - Sílvia Filipe em Esta Noite Improvisa-se, Huis Clos e O Peso das Razões

- Melhor ator
  - Virgílio Castelo em O Camareiro
  - Gonçalo Waddington em Ego
  - Henrique Feist em Máquina de Somar

### Televisão
- Melhor programa de entretenimento
  - Os Contemporâneos – RTP
  - Gato Fedorento Esmiuça os Sufrágios – SIC
  - 5 para a Meia-Noite – RTP

- Melhor programa de ficção
- Equador – TVI
  - Conta-me Como Foi – RTP
  - Pai à Força – RTP

- Melhor programa de informação
  - Jornal das 9 - SIC Notícias – SIC
  - A Guerra, 2.ª série – RTP
  - Câmara Clara

## Prémios Especiais

### Melhor Programação Cultural Autártica
- Câmara Municipal de Cascais

### Melhor Autor Português
- Júlio Pomar